# Yumi, Yumi, Yumi
Yumi, Yumi, Yumi ("Noi, Noi, Noi" in lingua bislama) è l'inno nazionale delle Vanuatu dal 1980. Esso fu scritto e musicato da François Vincent Ayssav, e venne adottato come inno perché vinse un apposito concorso nazionale. 

## Testo
| Testo in Lingua Bislama                           | Traduzione in Italiano                             |
| ------------------------------------------------- | -------------------------------------------------- |
|                                                   |                                                    |
| Coro:                                             | Coro:                                              |
| Yumi, Yumi, Yumi i glat blong talem se,           | Noi, Noi, Noi siamo felici di affermare            |
| Yumi, Yumi, Yumi i man blong Vanuatu!             | Noi, Noi, Noi siamo la gente del Vanuatu!          |
|                                                   |                                                    |
| God i givim ples ya long yumi,                    | Dio ci ha dato questa terra,                       |
| Yumi glat tumas long hem,                         | Questo ci dà grande motivo di gioire,              |
| Yumi strong mo yumi fri long hem,                 | Noi siamo forti, noi siamo liberi su questa terra, |
| Yumi brata evriwan!                               | Noi siamo tutti fratelli                           |
|                                                   |                                                    |
| Coro                                              | Coro                                               |
|                                                   |                                                    |
| Plante fasin blong bifo i stap,                   | Abbiamo molte tradizioni                           |
| Plante fasin blong tedei,                         | Stiamo trovando nuove vie,                         |
| Be yumi i olsem wan nomo,                         | Ora dobbiamo essere un popolo,                     |
| Hemia fasin blong yumi!                           | Dobbiamo essere uniti per sempre!                  |
|                                                   |                                                    |
| Coro                                              | Coro                                               |
|                                                   |                                                    |
| Yumi save plante wok i stap,                      | Noi sappiamo che c'è molto lavoro da fare,         |
| Long ol aelan blong yumi,                         | Su tutte le nostre isole,                          |
| God i helpem yumi evriwan, Hem i papa blong yumi! | Possa Dio, nostro Signore, aiutarci!               |
|                                                   |                                                    |
| Coro                                              | Coro                                               |